# المقسمين (السدة)

تعديل مصدري - تعديل

المقسمين محلة تابعة لقرية بيت وحيش، التابعة لعزلة المرخام بمديرية السدة إحدى مديريات محافظة إب في الجمهورية اليمنية.، بلغ تعداد سكانها 39 حسب تعداد اليمن لعام 2004.